# محمدصادق تخت‌فولادی
محمدصادق تخت فولادی ناموَر به قدوه السالکین از دراویش و عرفای  قرن سیزدهم و استاد شیخ حسنعلی نخودکی بود.
پدر شیخ حسنعلی بنام ملّا علی‌اکبر —به واسطه ارادتی که به محمد صادق داشت و به مدت ۲۲ سال در محضرش بود— پسرش شیخ حسنعلی را از سن ۷ تا ۱۱ سالگی به وی سپرد، تا زیر نظر او تربیت شود. حاج محمد صادق در اواخر سلطنت فتحعلی شاه قاجار زندگی می‌کرد و در اوایل جوانی در شهر اصفهان به کار رنگرزی اشتغال داشت. عادت او در جوانی این بود که با وجود ناامنی حاکم به شهر، هر روز عصر با شاگردان برای تفریح از شهر اصفهان خارج می‌شد. استاد وی بابا رستم بختیاری از مشایخ چشتیه بود. مزار وی در تکیه مادرشاهزاده در تخت فولاد اصفهان واقع شده‌است.
حاج محمدصادق تخت فولادی را به یک صفت می‌شناسند «استاد شیخ حسن‌علی نخودکی». همین یک جمله باعث شده است که تکیه مادر شاهزاده محل رفت‌وآمد کسانی شود که علاقه‌مند و ارادتمند نخودکی و تخت فولادی باشند. در کنار پای او پدر و مادر مرحوم نخودکی نیز دفن شده‌اند.
تکیه مادر شاهزاده حس عجیبی دارد. اینجا مکان سیر و سلوک بزرگانی ازجمله نخودکی بوده است. این حس معنوی هنوز در آن تکیه جریان دارد. بزرگ بودن این تکیه از یک طرف و مقام معنوی پرفیض حاج محمدصادق، باعث گرایش زائران به این مکان نورانی شده است.